# Dasyhesma clypeata
Dasyhesma clypeata is een vliesvleugelig insect uit de familie Colletidae. De wetenschappelijke naam van de soort is voor het eerst geldig gepubliceerd in 2004 door Exley.